# Poczobutt (Mondkrater)
Poczobutt ist ein Einschlagkrater auf der Mondrückseite. 
Der riesige Krater liegt direkt hinter dem westlichen Rand des Mondes auf der erdabgewandten Seite, auf Höhe der stets sichtbaren Krater Volta und Xenophanes. Er kann bei günstiger Libration von der Erde aus gesehen werden, dann natürlich nur von der Seite.
Das Kratergebiet ist stark erodiert und von kleineren Kratern überlagert. Die benannten unter ihnen sind Cannizzaro im Süden, Omar Khayyam und Zsigmondy im Westen sowie Smoluchowski am Nordrand. Nur östlich der Kratermitte befindet sich ein relativ ebenes Gebiet, in dessen Süden der Nebenkrater J (siehe unten) liegt.
Der Zustand lässt auf ein hohes Alter schließen, die Entstehungszeit fällt in die pränektarische Periode.

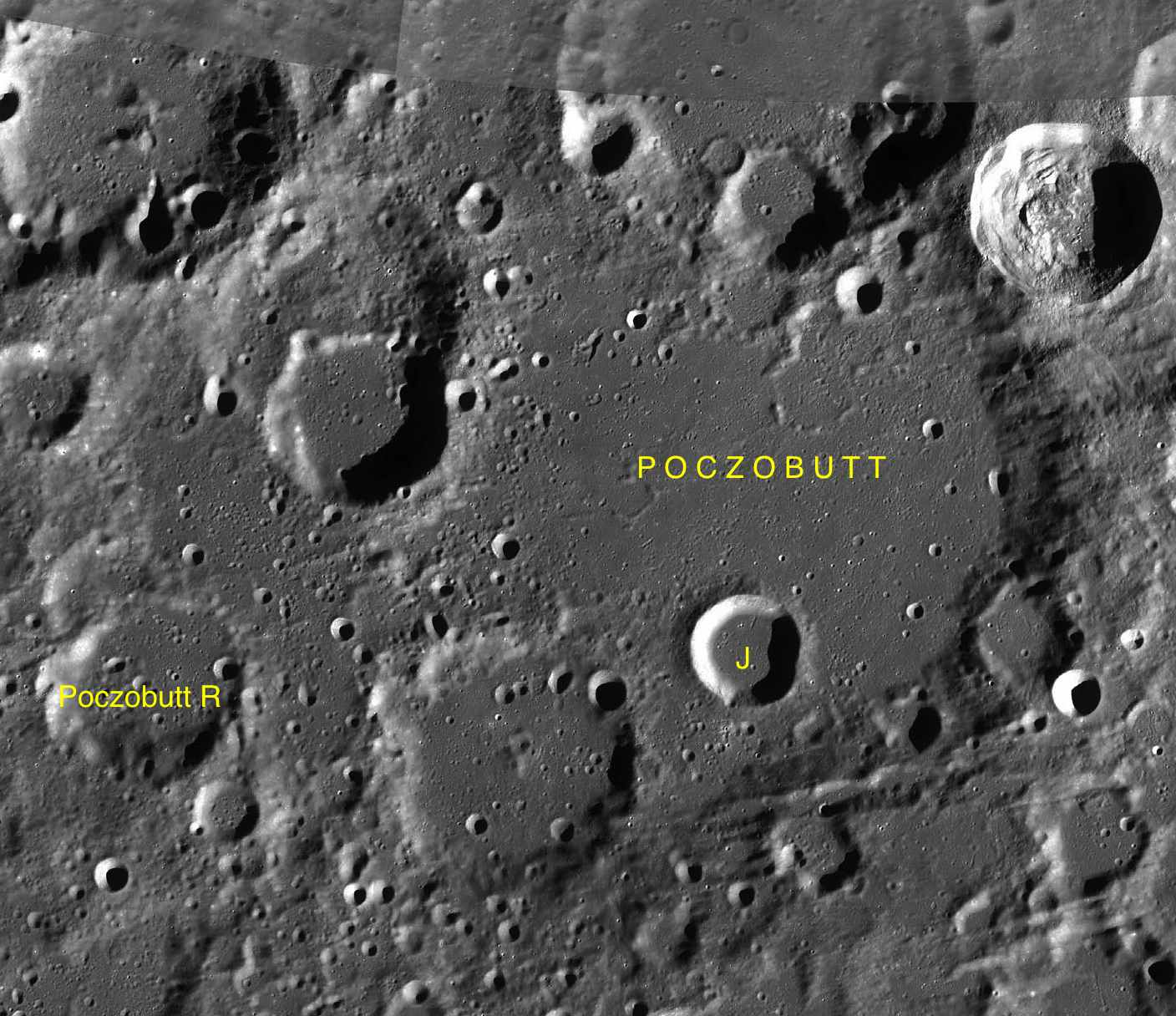
Poczobutt mit seinen Nebenkratern

Poczobutt hat zwei mit J und R bezeichnete Nebenkrater:
| Buchstabe | Position            | Durchmesser | Link |
| --------- | ------------------- | ----------- | ---- |
| J         | 56,3° N, 96,9° W    | 23 km       |      |
| R         | 55,69° N, 104,14° W | 40 km       |      |

Der Krater wurde 1970 von der IAU offiziell nach dem polnisch-litauischen Astronomen Marcin Odlanicki Poczobutt benannt.